# メルダル
メルダル（ノルウェー語:Meldal）とは、ノルウェーのソール・トロンデラーグ県に属する村である。

## 概要
メルダルはオーカダレンの一部を形成する村で、その下にオー、ロッケン・バーグ、ストーズの三つの村も有す。嘗ては隣のレンネブも同じ自治体であったが、1838年1月1日付で分離されて現在に至る。

## 名称
この都市名は古ノルド語のmeðal（英語で言うところのmiddle）と、dale（英語で言うところのvalley）とが合わさって出来たとされている。即ち日本語では中央谷の意味となる。因みにこの谷はオーカダレンの谷を表しているとされている。

## 紋章
メルダルの紋章は比較的新しいものであり、1985年2月5日に制定されたものであり、赤地に黄色で車輪とその内側に小麦を描いたものである。